# Бугдал
Бугдал (пол. Bógdał) — село в Польщі, у гміні Щекоцини Заверцянського повіту Сілезького воєводства.
Населення — 83 особи (2011).
У 1975-1998 роках село належало до Ченстоховського воєводства.

## Демографія
Демографічна структура станом на 31 березня 2011 року:
|          | Загалом | Допрацездатний вік | Працездатний вік | Постпрацездатний вік |
| -------- | ------- | ------------------ | ---------------- | -------------------- |
| Чоловіки | 42      | 8                  | 26               | 8                    |
| Жінки    | 41      | 6                  | 16               | 19                   |
| Разом    | 83      | 14                 | 42               | 27                   |